# Whaplode Drove
Whaplode Drove är en by i Lincolnshire i England. Byn är belägen 67,2 km 
från Lincoln. Orten har 528 invånare (2016).